# Како старим, све те више волим
Како старим, све те више волим је шести студијски албум Братислава Бате Здравковића, који је издат 2005. године за издавачку кућу Gold Music на у.

## Списак песама
| №  | Назив                          | Трајање |  |
| 1. | Како старим, све те више волим |         |  |
| 2. | Није свеједно                  |         |  |
| 3. | Само ми јави                   |         |  |
| 4. | Љуља, љуља                     |         |  |
| 5. | Бретела                        |         |  |
| 6. | Кад љубав падне на колена      |         |  |
| 7. | А ја, као да сам проклет       |         |  |
| 8. | Рођени су да се воле           |         |  |